# 陳鼎 (永樂進士)
陳鼎（？—1438年），字重器，廣東承宣布政使司肇慶府新興縣（今廣東省新興縣）人，明朝政治人物、進士出身。

## 生平
永樂十三年，登進士，授山西道監察御史。宣德五年，登江西建昌府知府，賜璽書馳驛之任。宣德十年，為都察院右副都御史。正統元年，升刑部右侍郎。次年去世，終年四十八，賜祭葬。